# Charles Holden
Charles Henry Holden (12. května 1875 Bolton, Velký Manchester – 1. května 1960 Harmer Green, Hertfordshire) byl anglický architekt. Je známý především projektováním mnoha stanic londýnského metra během 20. a 30. let minulého století a projekty knihovny Bristol Central Library v Bristolu, sídla společnosti Underground Electric Railways Company of London na londýnské adrese 55 Broadway a administrativního centra londýnské univerzity, budovy Senate House. Projektoval také mnoho válečných hřbitovů v Belgii a severním Francii pro tehdejší úřad Imperial War Graves Commission (nyní Commonwealth War Graves Commission).
Charles Holden nejprve pracoval a započal svou profesionální kariéru v Boltonu a Manchesteru a potom se přestěhoval do Londýna. Jeho rané stavby byly ovlivněny stylem Arts and Crafts, avšak potom po většinu své kariéry byl zastáncem stylu bez příkras, založeném na zjednodušených tvarech a hmotách, který byl oproštěn od toho, co považoval za zbytečné dekorativní detaily. Holden byl přesvědčen, že architektonické návrhy by měly být diktovány zamýšlenými funkcemi budov. Po první světové válce stále více zjednodušoval svůj styl a jeho návrhy se stávaly ještě více redukovanými a modernistickými, ovlivněnými evropskou architekturou. Byl členem asociace návrhářů a průmyslníků Design and Industries Association a cechu pracovníků v umění Art Workers' Guild. Vytvářel kompletní návrhy pro své budovy včetně designu interiéru a vybavení.
Ačkoli jeho práce nezůstala bez kritiků, je jeho architektura široce ceněna. V roce 1936 získal Královskou zlatou medaili za architekturu od profesního sdružení Royal Institute of British Architects (RIBA) a v roce 1943 byl Královskou společností umění, řemesel a obchodu (Royal Society for the Encouragement of Arts, Manufactures and Commerce) jmenován královským designérem Royal Designer for Industry. Jeho návrhy stanic pro londýnské metro se staly standardním designem společnosti Underground Electric Railways Company of London ovlivňujícím návrhy všech architektů, pracujících pro tuto společnost ve 30. letech minulého století. Mnoho jeho budov získalo status budov zvláštního architektonického nebo historického významu, jež je chrání před neoprávněnými zásahy. Dvakrát odmítl povýšení do rytířského stavu.

## Galerie

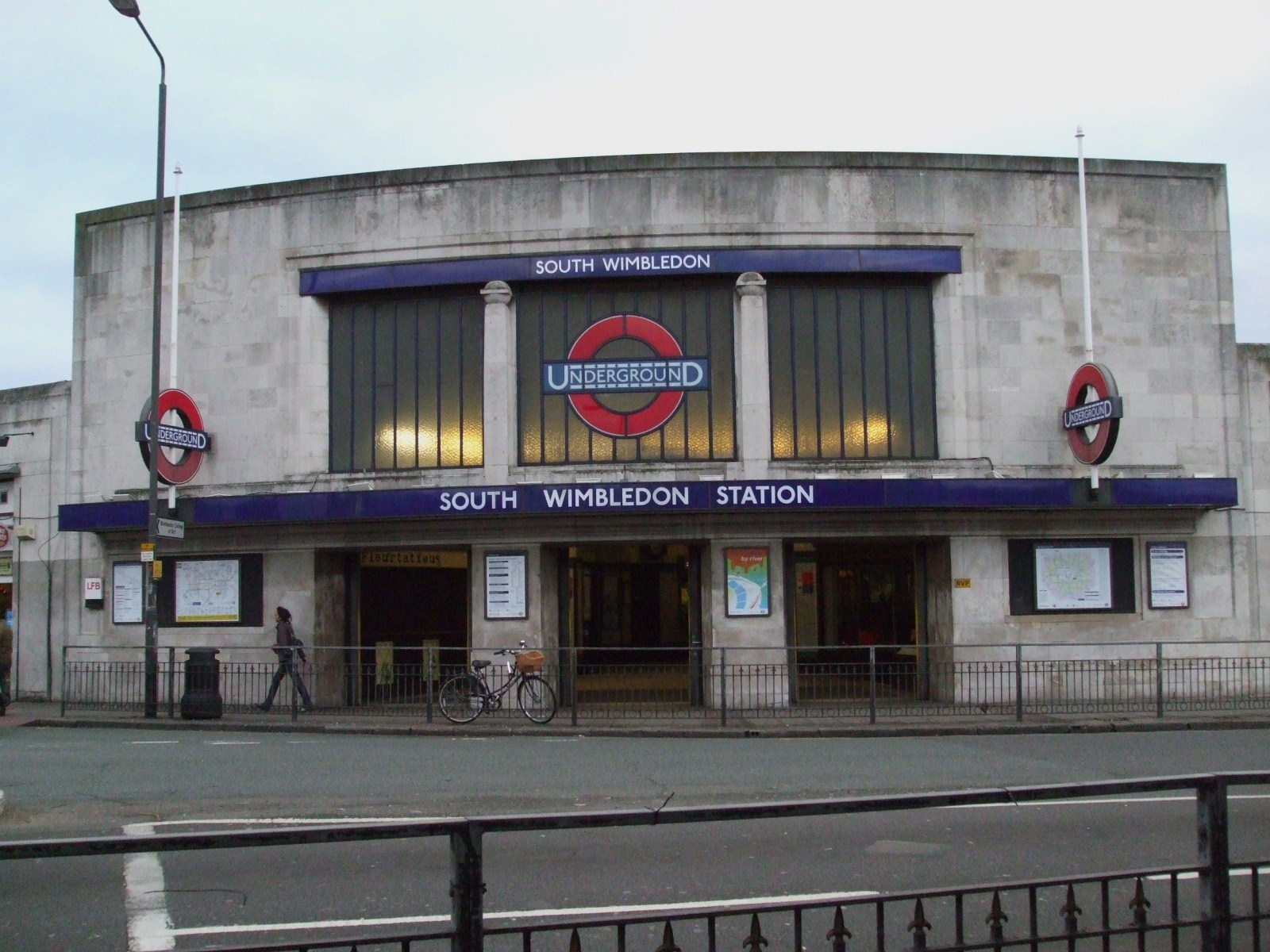
Vchod do stanice South Wimbledon
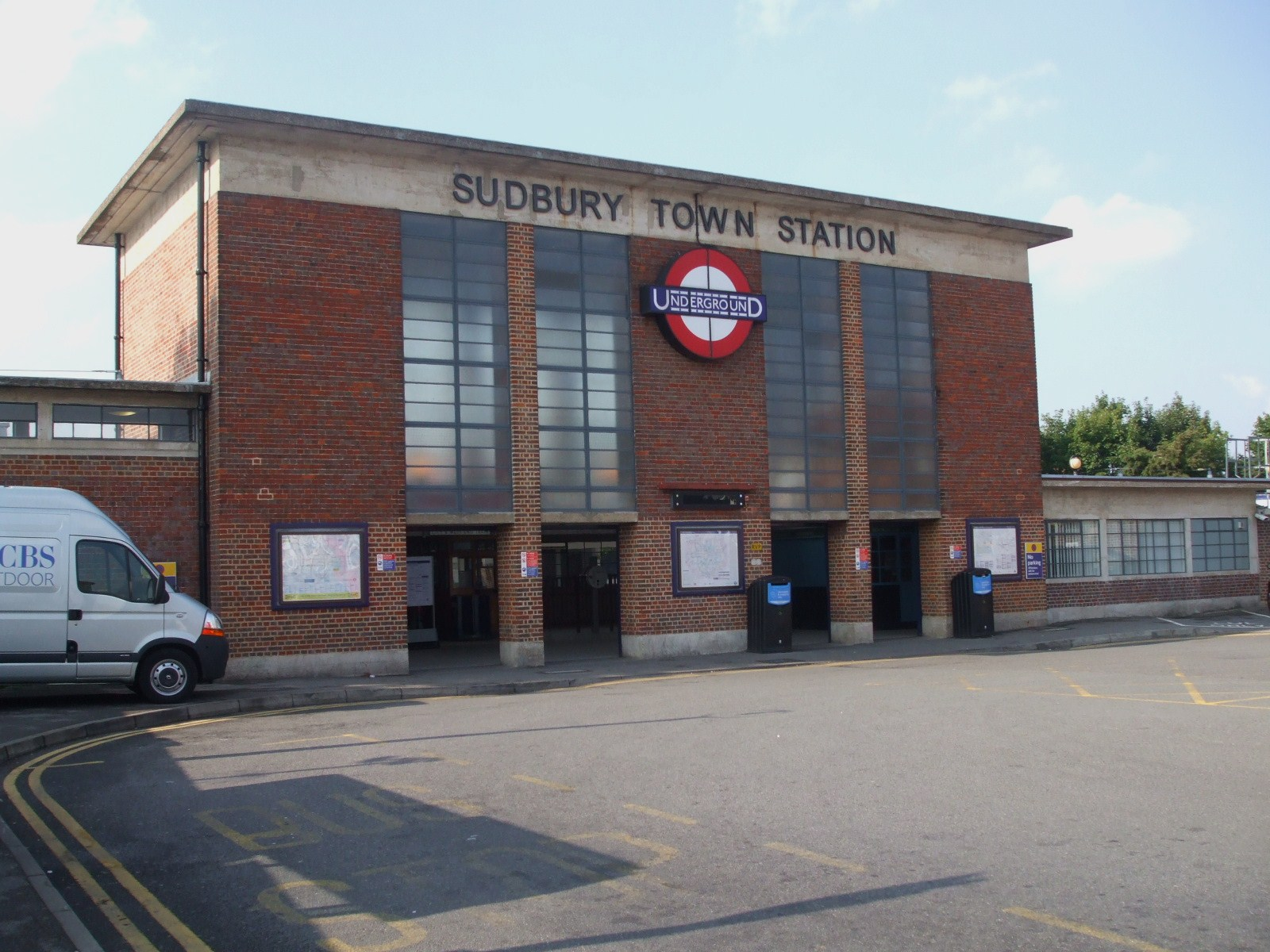
Hlavní vchod do stanice Sudbury Town
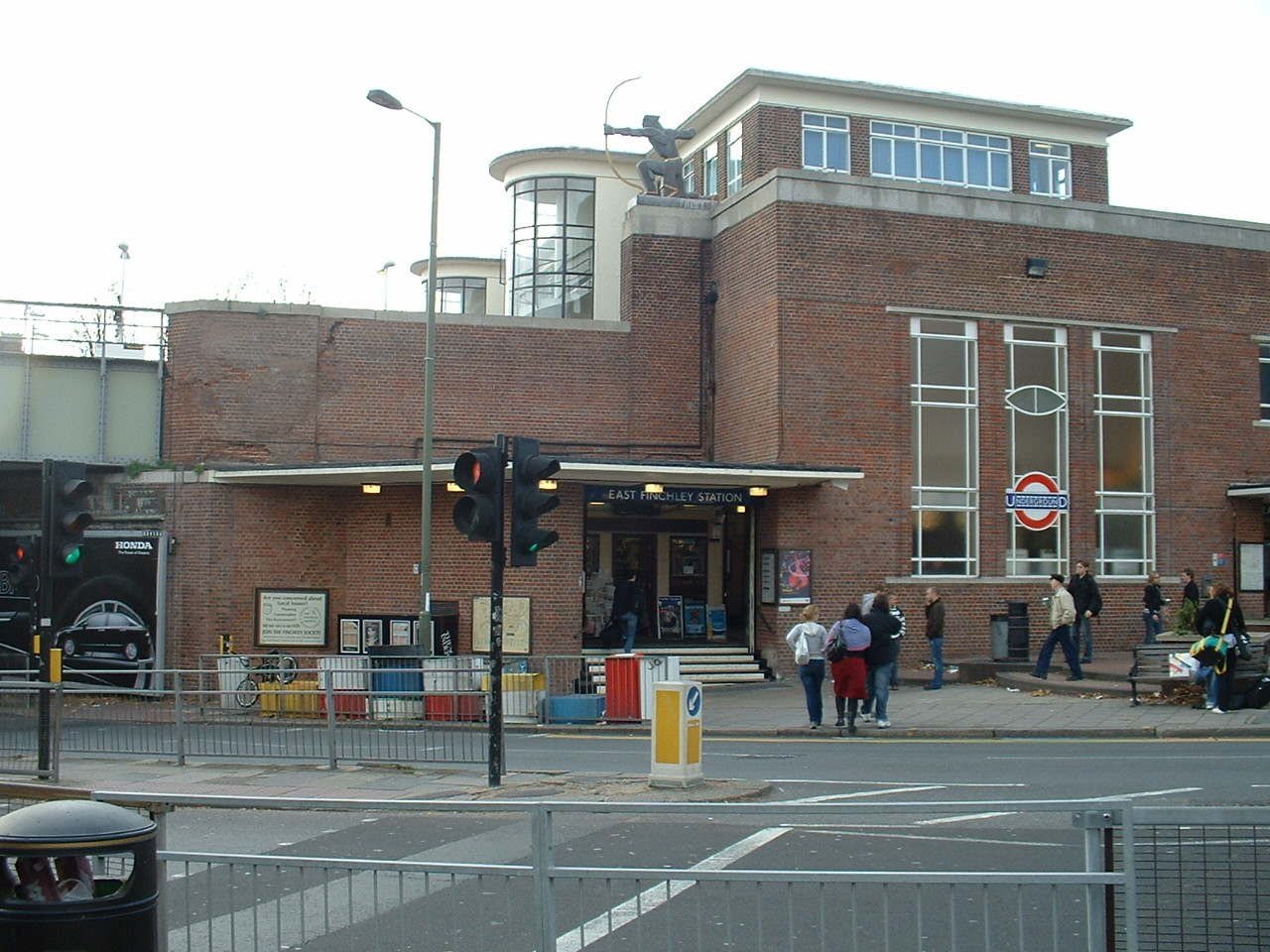
Budova stanice East Finchley
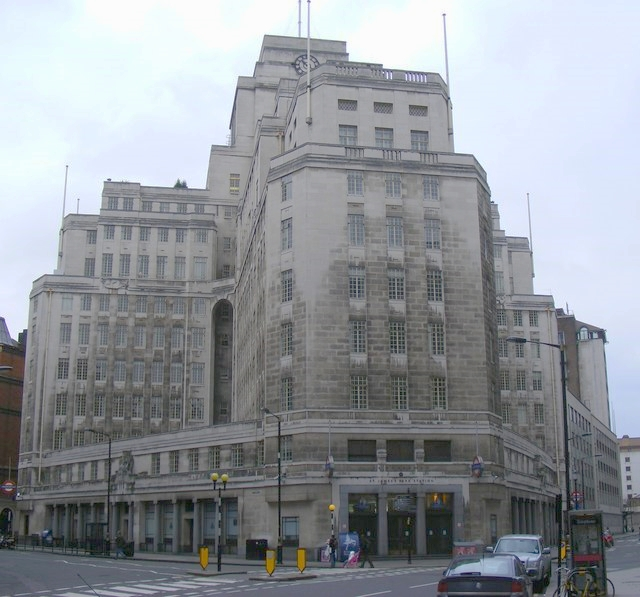
Sídlo společnosti Underground Electric Railways Company of London na londýnské adrese 55 Broadway
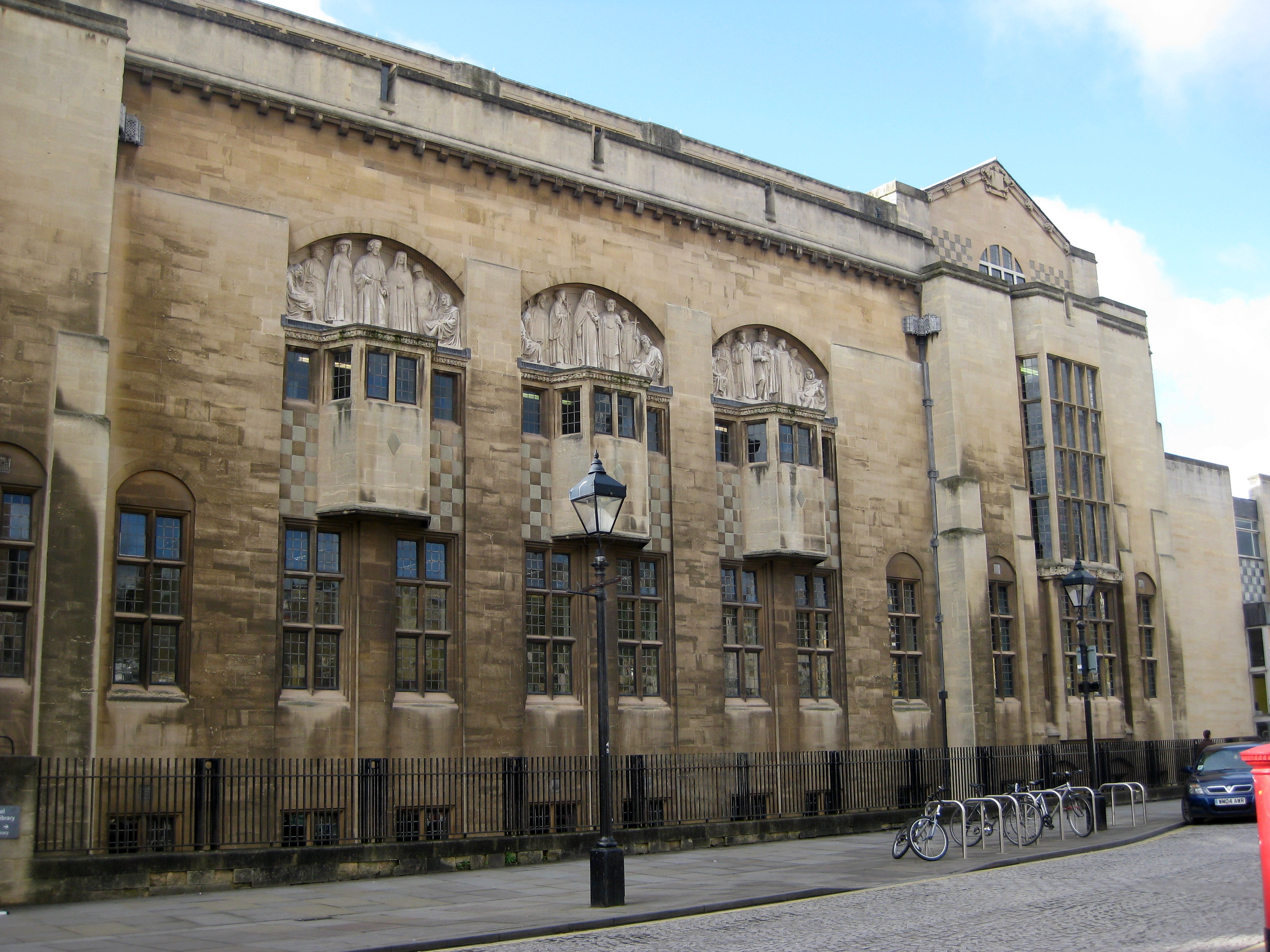
Fasáda budovy Bristol Central Library
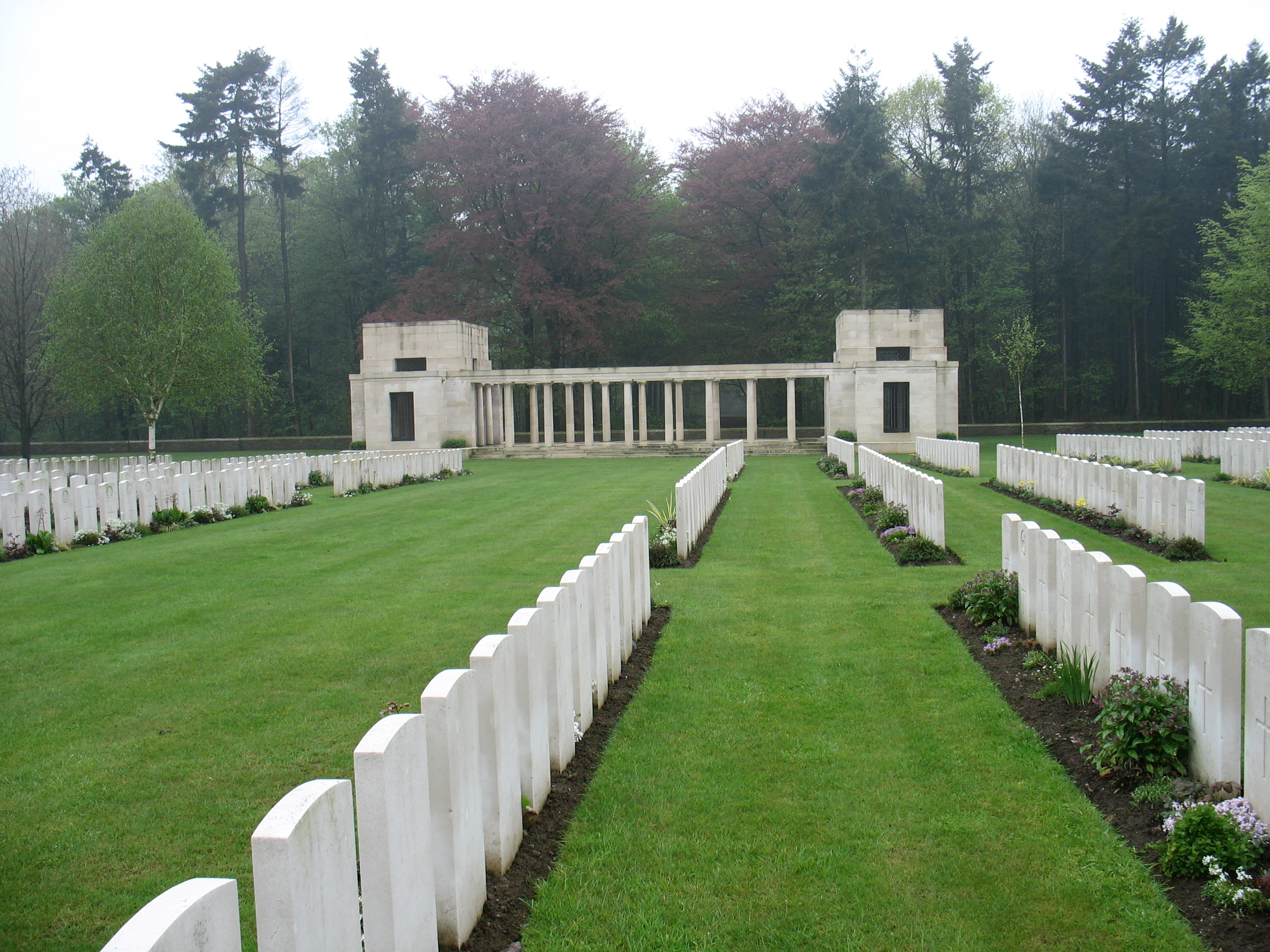
Vojenský hřbitov Buttes New British Cemetery, nedaleko belgické obce Zonnebeke; památník nezvěstným novozélandským vojákům z První světové války